# مشروعات متناهية الصغر
المشروعات المتناهية الصغر، (بالإنجليزية: microenterprise)‏، هي نوع من الأعمال التجارية الصغيرة، عادة ما يعمل بها خمسة موظفين أو أقل ورأس مال تأسيسي لا يزيد عن 35000 دولار أمريكي.
في العادة تكون المشروعات المتناهية الصغر هي أعمال عائلية.

## نظرة عامة
يعرف الاتحاد الأوروبي (EU) المشروعات المتناهية الصغر على أنها تلك التي تحقق اثنين من المعايير الثلاث التالية ولم يخفق هذا التعريف لمدة 10 سنوات:
- يعمل بها أقل من 10 موظفين
- إجمالي الميزانية العامة أقل من مليوني يورو
- قيمة التداول أقل من مليوني يورو.[3]

وتعرف شبكة الشركات الصغيرة والمنزلية , وهي منظمة أسترالية، الشركات الصغيرة على أنها تلك التي يعمل بها من موظف واحد إلى خمسة موظفين أو أقل . وعادة ما يستخدم هذا التعريف في الولايات المتحدة، 
وقد يعني مصطلح المشروعات المتناهية الصغر ضمنًا مختلف الكيانات والقطاعات التي تعتمد على الدولة.
ويحمل مصطلحا المشروعات المتناهية الصغر والشركات الصغيرة نفس المعنى على الرغم من أنه عند الإشارة إلى الأعمال التجارية الصغيرة التي تمولها الائتمانات الصغيرة يستخدم مصطلح المشروعات المتناهية الصغر. وكذلك عند الإشارة إلى عمل قانوني صغير لم يتم تمويله عن طريق ائتمان صغير يستخدم مصطلح شركة صغيرة.
وبشكل عام تميل الحكومات إلى تعريف الشركات الصغيرة ومتناهية الصغر بصورة أكثر اتساعًا عن المعنى الدارج لهذه المصطلحات. ويناقش هذا المقال المشروعات الصغيرة بالمعنى الدارج لها.
وحيث إنه من المعروف أن نادرًا ما تدخل المشروعات المتناهية الصغر قطاع البنوك التجارية فإنهم عادة ما يعتمدون على «قروض صغيرة» أو ائتمانات صغيرة في تمويلها. وغالبًا ما تمولها مؤسسات التمويل الأصغر بقروض صغيرة خاصة في دول العالم الثالث. ويشار إلى من يؤسس هذه المشروعات المتناهية الصغر بأنهم أصحاب المشروعات الصغيرة.

## التأثير الإقتصادي
تضيف المشروعات الصغيرة قيمة لاقتصاد البلاد عن طريق خلق فرص عمل وتعزيز الدخل ودعم القوة الشرائية وخفض التكاليف وتضفي راحة لرجال الأعمال.
- في الدول المتقدمة تضم المشروعات المتناهية الصغر أصغر الشركات (حجمًا) في قطاع الأعمال الصغيرة حيث إن
- في البلاد النامية تضم المشروعات المتناهية الصغر غالبية قطاع الأعمال التجارية الصغيرة نتيجة الافتقار النسبي إلى الوظائف في القطاع الرسمي للفقراء. ويدير أصحاب المشروعات المتناهية الصغر مشروعاتهم ليس بسبب اختيارهم لها بل لأنهم اضطروا إليها ولم يكن أمامهم خيار آخر.

## مفهوم العجز والانتعاش
يستخدم كأداة علاجية في التخطيط الذي يتمحور حول فرد أصبحت المشروعات متناهية الصغر ذات قيمة للأفراد الذين لا يستطيعون - لعدة أسباب - المشاركة بفاعلية في بيئات العمل الجادة مثال: من 9 إلى 5 / 40 ساعة أسبوعيًا.
كما تمنح المشروعات متناهية الصغر الأشخاص ذوي الإعاقة بعض المرونة ليستطيعوا الذهاب للطبيب في الموعد أو الذهاب للعلاج الذي عادة ما يكون في الإطار الزمني 9-5 خلال اليوم والذي من شأنه أن يتعارض في النهاية مع غالبية بيئات العمل الأكثر تقليدية.
وتقدم الشركات متناهية الصغر ذوي الإعاقة لطرق الشبكة التجارية بالمجتمع والتي تختلف كثيرًا عن النموذج الطبي والعلاجي الذي ربما أصبحوا ملزمين به.
وعادة ما يصرح ذوي الإعاقة الذين لديهم عمل تجاري خاص بهم بتزايد شعورهم بأهميتهم والمساواة العاطفية التي أصبحت داعمة لعلاجهم الحالي.

## البرامج الحكومية
يستخدم برنامج خطة تحقيق الدعم الذاتي الذي يقدم في الولايات المتحدة عن طريق إدارة الضمان الاجتماعي (SSA) لدعم الأشخاص المؤهلين للحصول على دخل الضمان التكميلي (SSI) والمعاقين لتخصيص أموال لعدة أغراض منها: التدريب والتعليم وتمويل المشروعات متناهية الصغر كهدف للعمل.
كما أن مخطط مبادرة المشروعات الجديدة NEIS برنامج حكومي في أستراليا يساعد العاطلين على بدء عملهم الخاص. على الرغم من أن هذا البرنامج ليس قاصرًا على المشروعات متناهية الصغر فإن الكثير إن لم يكن غالبية الأعمال التجارية التي بدأت في هذا البرنامج من الشركات المتناهية الصغر (بمعنى أن رأس المال محدود وشخص واحد فقط هو من يقوم بالعمل).

## القروض البسيطة
القروض البسيطة هي وسيلة تستخدمها المنظمات ورجال الأعمال لإعطاء قروض صغيرة لفقراء دول العالم الثالث. كما أن «القروض البسيطة» يشار إليها عادة باسم ائتمان صغير.

## المشروعات متناهية الصغر في الولايات المتحدة
في الولايات المتحدة عرّف كل من مجال تنمية المشروعات الصغيرة والرابطة التجارية ورابطة فرصة إقامة مؤسسة AEO والمشروع متناهي الصغر على أنه عمل تجاري يعمل به خمسة موظفين أو أقل. والكثير من هذه الأعمال لا يوجد بها موظفون سوى أصحابها الذين يعملون لحسابهم الخاص. بالإضافة إلى أن هذه المشروعات الصغيرة تحتاج عمومًا إلى رأس مال أقل من 35000 دولار أمريكي كقرض حيث لا يستطيع أصحابها الوصول إلى قطاع البنوك التجارية التقليدي. وتركز غالبية المنظمات في هذا المجال الخدمات التي تقدمها لأصحاب المشروعات المتناهية الصغر الذين عرفتهم معايير الحكومة الفيدرالية بأنهم أصحاب الدخول المنخفضة والمتوسطة. ويحدد التعريف أصحاب المشروعات متناهية الصغر بأنهم من الأقليات أو المهاجرين الجدد أو النساء أو المعاقين أو الذين يواجهون تحديات لأسباب أخرى مما يحد من قدرتهم على الحصول على ائتمان أو خدمات أخرى.
كما نلاحظ أن مجال المشروعات متناهية الصغر يمتد تاريخها لأكثر من عشرين سنة في الولايات المتحدة. بينما كان مصطلح «مشروع متناهي الصغر» شائع الاستخدام في سبعينيات القرن العشرين فإن لم يستخدم على النطاق المحلي سوى بعد ذلك بعقد من الزمان. وتم تقسيم قطاع العمال كما هو معتاد إلى ثلاث مجموعات: كبيرة ومتوسطة وصغيرة. وتُعرف الولايات المتحدة قسم الأعمال الصغيرة (SBA) الشركات الصغيرة على أنها التي يعمل بها موظفين يصل عددهم إلى 500. وفي عام 1991 عرف قسم الأعمال الصغيرة المشروعات متناهية الصغر على أنها فئة منفصلة أو متمايزة من الشركات.
وخلال تسعينيات القرن العشرين حقق مجال المشروعات الصغيرة نموًا سريعًا في الولايات المتحدة. حيث بدأ بمنظمات غير ربحية تختبر نماذج الدول النامية لكن الآن يوجد مقدمون للخدمة في كل ولاية ورابطة التجارة الوطنية (AEO) وهناك عدد متنامٍ من الجمعيات على مستوى الولاية ووسطاء ماليون وكذلك العديد من المنظمات البحثية والسياسية. حيث قام معهد أسبن و ميداني (صندوق المشروعات الصغيرة من أجل الإبداع والفاعلية والتعلم والنشر) بجمع البيانات حول المنظمات في هذا المجال  منذ عام 1992، وضم الدليل الأول في عام 1992 عدد 108 منظمةً عرفت نفسها على أنها تعمل بهذا المجال. وبحلول عام 2010 ارتفع هذا العدد ليصبح 800 منظمة تقدم خدمات مباشرة لأصحاب المشاريع سواء مشروعات متناهية الصغر أو خدمات تطوير العمل التجاري.
كثيرًا ما تقدم المؤسسات المالية لتنمية المجتمع (CDFI's) خاصة صناديق قروض تنمية المجتمع قروض رأس المال للمشروعات الصغيرة بالولايات المتحدة.

## المشروعات المتناهية الصغر في المملكة المتحدة
وبناءً على معلومات من مصادر حكومية أساسية بالمملكة المتحدة ما بين عامي 2000-2013 ووفق جمعية روكرز العالمية ومقرها في المملكة المتحدة وشركة مصلحة المجتمع (CIC) التي أنشأها توني روبنسون وتينا بودن لدعم الشركات الصغيرة؛
ويوجد 4,5 مليون مشروع من المشروعات متناهية الصغر (0-9 موظف) والتي تمثل 95% من الأعمال التجارية بالمملكة المتحدة. وقرابة 600 من المشروعات الكبيرة (بها ما يزيد عن 250 موظفًا). ولا يستخدم مصطلح المشروعات الصغيرة والمتوسطة SMEs في مؤسسة روكرز CIC حيث إن 99.9% من إجمالي الشركات بالمملكة المتحدة هي من «المشروعات الصغيرة والمتوسطة».
ويوجد بالمملكة المتحدة 4,5 مليون مشروع من المشروعات المتناهية الصغر منها 3,5 مليون مشروع تاجر يعمل بمفرده/مستقل وعدد مليون واحد به موظفين من 1-9 موظف.
تشكل المشروعات متناهية الصغر ثلث القوى العاملة بالقطاع الخاص الوطني أي ثمانية ملايين شخص تقريبًا وتساهم بما يقرب من خمس العائد بالمملكة المتحدة. والمشروعات المتناهية الصغر مساهم حيوي وهام في اقتصاد المملكة المتحدة.
70% من كافة الأعمال التجارية في المملكة المتحدة بما في ذلك المشروعات متناهية الصغر تطلق على نفسها أنها ملك للعائلة
وما يزيد عن 500000 عمل تجاري جديد تبدأ في كل عام حيث كل 7 من 10 مالكين يشرعون بها لأنهم يريدون الاستقلال وألا يكون لهم رئيس سوى أنفسهم. وما يقرب من ثلثيهم عملوا موظفين بدوام كامل من قبل. وواحد من كل سبعة تقريبًا من القوى العاملة من البالغين هم الآن يعملون لحسابهم الخاص أو يديرون شركاتهم.
وثلث من بدأوا مشروعاتهم لم يستشيروا أحدًا قبل الشروع في عملهم التجاري وما يقرب من 18% لم يستشيروا سوى أصدقائهم وعائلاتهم وزملائهم. وحصل نصف هؤلاء على استشارة رسمية قبل البدء، غالبًا من محاسب ثم بنك وما يقرب من 15% منهم يحصلون على المشورة من وكالة استشارات/دعم عامة
وما يقرب من ربع السكان الذين تتراوح أعمارهم بين 10-64 عامًا إما يكونون شركاء في نشاط تجاري (11%) أو يفكرون في ذلك
وعدد الرجال المشاركين في نشاط تجاري أو يفكرون بذلك ضعف عدد النساء.
ويفكر ما يقرب من ضعف هذا العدد حيث إن العديد من (15%) الشباب الذين تتراوح أعمارهم بين 16-34 عامًا يفكرون في بدء عملهم الخاص أكثر من الكبار (8%) الذين تتراوح أعمارهم بين 35-64 عام، بينما ضعف هذا العدد من الكبار (16%) يديرون الآن عملهم الخاص مقارنة بالشباب الصغار (8%)
ع
وأحد عشر بالمائة من المجموعة التي تقع أعمارهم بين 50-60 عامًا يعملون لحسابهم الخاص ويديرون أعمالهم الخاصة
ويبدو أن المجموعة التي تقع أعمارها بين 50-60 عامًا أكثر من 40% منهم من أصحاب الأعمال الحرة من سكان جنوب شرق وجنوب غرب إنجلترا أكثر من سكان منطقة ويست ميدلاندز أو يوركشاير وهامبر.
وأقل من 50% بقليل من جميع من لديهم أعمالهم الخاصة في إنجلترا تتراوح أعمارهم بين 50-60 عامًا.
صاحب العمل الذي يبدأ عمله وهو في عمر 50 سنة أو أكثر فرصته في النجاح مساوية لأصحاب العمل في المجموعات العمرية الأخرى أو تزيد عليها.
كما يقدم الموقع الإلكتروني لتوني روبنسون OBE المزيد من نتائج الاستطلاعات والإحصائيات حول المشروعات متناهية الصغر. ويتضمن ذلك معلومات حول الشركات التي تنمو لتتعدى مرحلة المشروع متناهي الصغر. على سبيل المثال: في دراسة استقصائية قامت بها منظمة إرنست آند يونغ وكلية الاقتصاد بلندن مع 500 من أنجح رجال الأعمال في المملكة المتحدة، وكشفت الدراسة عما يلي:
أكثر من ثلث (35%) رجال الأعمال بالمملكة المتحدة يجمعون الأموال من مواردهم الخاصة وأن 16% منهم يزيدون من رأس المال عن طريق إعادة رهن منازلهم. من المصادر الأخرى المشهورة للنقدية وهي شركات رأس المال الاستثماري (28%) أو القروض البنكية (20%) أو الاتصالات الشخصية (18%).
وبدأ الغالبية العظمى من رجال الأعمال (88%) أعمالهم قبل عمر 44 سنة و 20% منهم قبل عمر 24 عامًا، واشترك ما يقرب من ثلث رجال الأعمال في المملكة المتحدة في شركة ثانية أو أكثر.
وما يزيد عن (55%) بقليل من رجال الأعمال حاصلون على شهادة جامعية، لكن الجامعة لا تصنع فرقًا هامًا من الناحية المادية بالنسبة لنجاح شركاتهم.
ويعد بيل جيتس مؤسس شركة ميكروسوفت من أكثر الناس المحتمل أن يطلق عليهم مصدر إلهام ونموذج يحتذى به لرجال الأعمال في المملكة المتحدة.
(دراسة استقصائية قامت بها منظمة إرنست آند يونغ وكلية الاقتصاد بلندن مع 500 من أنجح رجال الأعمال في المملكة المتحدة.)

## المشروعات متناهية الصغر في البلدان النامية
في البلاد النامية تضم المشروعات المتناهية الصغر غالبية قطاع الأعمال التجارية الصغيرة نتيجة الافتقار النسبي إلى الوظائف في القطاع الرسمي للفقراء. لذلك فإن المشروعات المتناهية الصغر في البلدان النامية في النموذج الأكثر شيوعًا من حيث تكوين/حجم العمل. كما وضح أنيل كارناني في مقاله في مجلة ستانفورد سوشيال إنوفاشن ريفيو (صيف 2007) بعنوان «غياب بصمة التمويل الأصغر» "Microfinance Misses Its Mark":

معظم عملاء الائتمان الأصغر لم يختاروا أن يصبحوا من أصحاب المشروعات المتناهية الصغر. فهم يرحبون بوظيفة في مصنع بأجور معقولة إذا كانت متاحة. ولا يجب أن نضفي الطابع الرومانسي على فكرة «رجال الأعمال الفقراء.» وتستخدم منظمة العمل الدولية (ILO) مصطلحًا ملائمًا أكثر يصف هؤلاء وهو: «العاملون لحسابهم الخاص.»

وتعتبر شركة بيبر تو بيرلز مثالًا للشركات المتناهية الصغر ومقرها في الولايات المتحدة وهي تعمل مع نساء شمال أوغندا.
يدعم الصندوق الدولي للتنمية الزراعية (الصندوق الدولي للتنمية الزراعية) فايتنام عن طريق البرنامج القطري العمليات في 11 محافظة فقيرة. فيما بين عامي 2002 و2010 تكوّنت ما يقرب من 1000 مجموعة توفير وائتمان (SCGs) بها ما يزيد عن 17000 عضو تزيد هذه المجموعات من إتاحة الائتمان الأصغر لممارسة الأنشطة الزراعية الصغيرة.

## المرأة والمشروعات متناهية الصغر في الدومينيكان
في جمهورية الدومينيكان، كشفت دراسة استقصائية أجريت في عام 1992 في جميع أرجاء البلاد أن 330000 من المشروعات الصغيرة والمتوسطة وفرت فرص عمل لنسبة 26 بالمائة من السكان النشطين اقتصاديًا. بالإضافة إلى أن نسبة كبيرة من هؤلاء من النساء (38 في المائة).
ويقال إن الأسر التي تعولها النساء استفادت أكثر من المشاريع المتناهية الصغر؛ لأن المرأة تميل إلى تكريس هذا الدخل، نسبيا، لأسرهن أكثر مما يفعل الرجال. ولذلك فمن المستحسن أن تكون البرامج التدريبية للمشروعات متناهية الصغر أقل محايدة بين الجنسين، وينبغي أن تكون متنوعة لمواجهة التحديات المركزية التي تواجه الأعمال التجارية للمرأة.

## وصلات خارجية
- PASS Plan.org
- ssa.gov
- entrepreneur.com
- score.org
- Small Business Administration.gov
- Association for Enterprise Opportunity (AEO)
- Micro-enterprise Acceleration Program
- Five Talents Microenterprise Development Library
- Shared Lives Plus Small Community Services
- Community Catalysts CIC
- Fiver hive Official Website